# Mastacides pterolepis
Mastacides pterolepis is een rechtvleugelig insect uit de familie Mastacideidae. De wetenschappelijke naam van deze soort is voor het eerst geldig gepubliceerd in 1899 door Ignacio Bolívar.